# Mastigophorus jamaicalis
Mastigophorus jamaicalis là một loài bướm đêm trong họ Noctuidae.